# Temnorhynchus coquereli
Temnorhynchus coquereli är en skalbaggsart som beskrevs av Leon Fairmaire 1868. Temnorhynchus coquereli ingår i släktet Temnorhynchus och familjen Dynastidae. Inga underarter finns listade i Catalogue of Life.